# Partido Republicano de Chile (2019)
El Partido Republicano de Chile (PRCh) es un partido político chileno fundado en 2019 a partir de una escisión de la Unión Demócrata Independiente. Es descrito y definido como un partido de extrema derecha, ultraconservador, populista, pinochetista y autoritario.
Su fundador y líder es el abogado José Antonio Kast, quien fue candidato presidencial en las elecciones de 2017, y de 2021, pasando a balotaje. Buscará serlo de nuevo en 2025.
El partido ostenta la mayoría nacional de consejeros regionales, logrando 60 en la elección de 2024.

## Historia

### Antecedentes

Isotipo de Acción Republicana.

Su origen está vinculado a la trayectoria política de su fundador y principal líder, José Antonio Kast, quien fue diputado durante dieciséis años y anteriormente concejal; y que a fines de mayo de 2016 renunció a la UDI debido a diferencias con el rumbo que estaba tomando el partido.  El detonante de su renuncia fue la postergación del Consejo General y de la elección de la directiva presidida en forma interina por Hernán Larraín, quien asumió luego de la renuncia de Ernesto Silva. Otros dirigentes y militantes de la UDI, acompañaron a Kast en su decisión de dejar la tienda.
En noviembre de 2017 Kast se postuló como candidato a la presidencia de la República, consiguiendo en primera vuelta presidencial, el 7,93% de los sufragios válidamente emitidos, ubicándose en el cuarto lugar entre los otros siete candidatos restantes. 
Durante su período como candidato a la presidencia, Kast consiguió el respaldo de importantes militantes y dirigentes de partidos de derecha como Nora Cuevas, Arturo Squella y Rojo Edwards, quien se integró al directorio de Ideas Republicanas, centro de estudios afín al partido.
Con la base de apoyo que consiguió tras aquella elección presidencial, decidió fundar un movimiento político.
El 3 de marzo de 2018 Kast realizó la primera reunión del movimiento que en ese entonces no tenía nombre. Posteriormente, el 19 de abril de ese año, el movimiento social fue presentado oficialmente en la Sala Omnium de Las Condes bajo el nombre de «Acción Republicana», primera iniciativa política de este grupo. Al momento de la presentación oficial de Acción Republicana se dio a conocer su logotipo, el que —de acuerdo a El Mercurio— compartía ciertas similitudes con el del partido francés Agrupación Nacional, partido ultraderechista de ideales nacionalistas y populistas; debido a esto, se acusó al movimiento de plagio de imagen a la agrupación francesa.

### 2019: Fundación

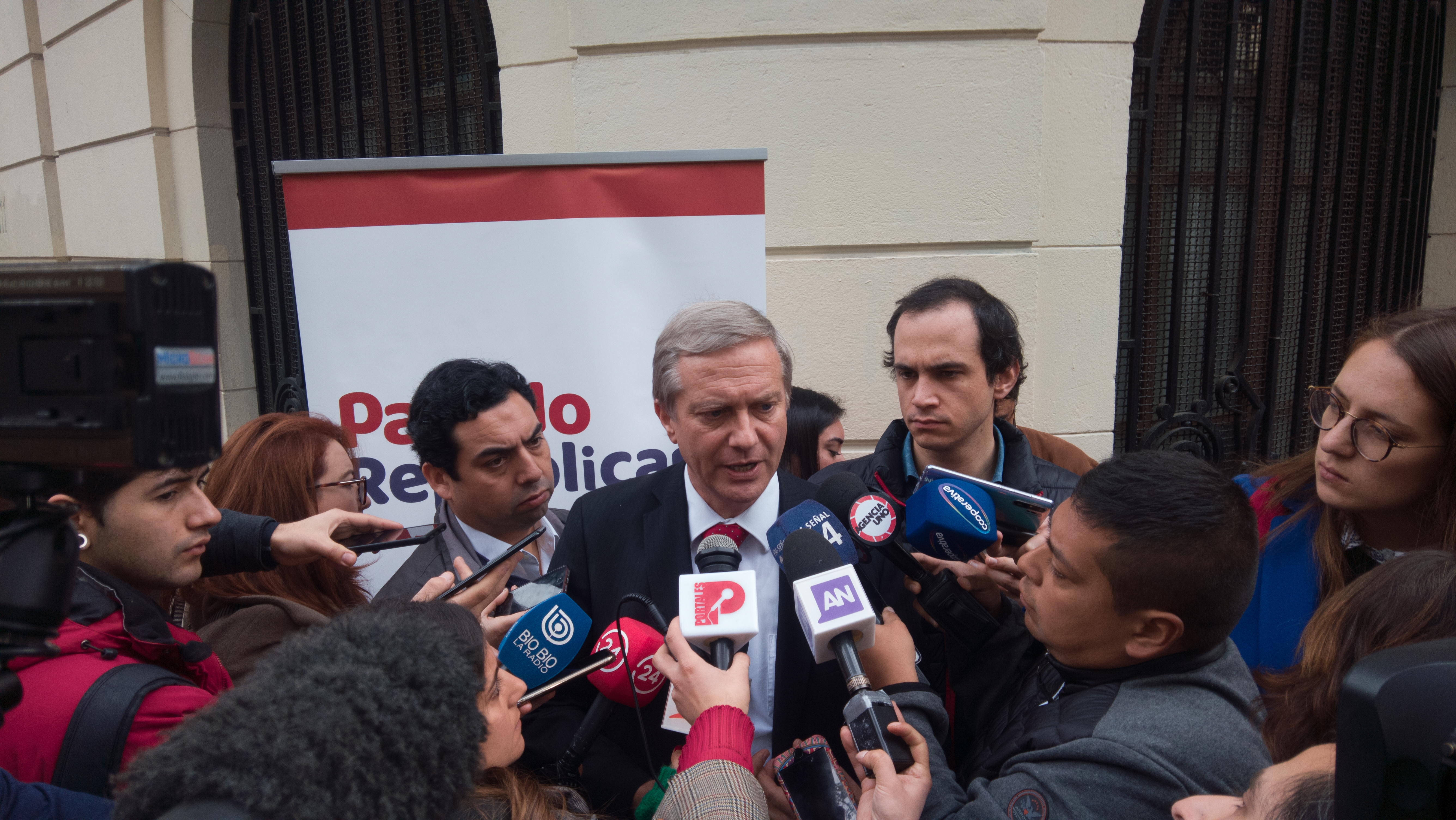
José Antonio Kast respondiendo preguntas a medios de comunicación tras inscribir al Partido Republicano ante el Servel, junio de 2019.

Kast presentó el Partido Republicano el 10 de junio de 2019 ante el Servicio Electoral de Chile (Servel), quedando en trámite de formación, cuando un grupo de 150 ciudadanos y ciudadanas solicitaron su inscripción ante el dicho ente electoral. Más de la mitad de la directiva del partido eran exmiembros de la Unión Demócrata Independiente. Entre ellos, Javier Leturia Mermod, uno de los fundadores del partido y expresidente de la FEUC en 1973, el diputado Ignacio Urrutia y el historiador Gonzalo Rojas Sánchez. Asimismo, se integraron exfuncionarios del primer gobierno de Sebastián Piñera, por ejemplo, Susana Verdugo Barahona, exgobernadora de la provincia de Limarí, región de Coquimbo. El logo del partido tenía ciertas similitudes al partido fascista de extrema derecha, Avanzada Nacional, sin embargo, fue usado como forma de escudo al estilo del personaje de Marvel, Capitán América.
El Partido Radical señaló que evaluaban las medidas a tomar ante un posible uso de la sigla «PR» por parte del partido en formación, ya que dicha abreviación está inscrita por los radicales ante el Servel. Sin embargo, la sigla inscrita con posterioridad por la colectividad sería «PLR».
El 21 de noviembre, el partido presentó ante el Servel las firmas requeridas para inscribirse en cuatro regiones: O'Higgins, el Maule, Ñuble y la Araucanía. El 21 de enero de 2020, el Servel constituyó legalmente al Partido Republicano en las regiones de O'Higgins, el Maule y Ñuble, tras haberse aceptado las firmas y requisitos para constituirse como partido. Poco después el partido se constituyó en la región de Coquimbo el 29 de marzo, con un 113 % de las firmas necesarias.
El Partido Republicano logró constituirse a nivel nacional el 20 de julio de 2021, cuando se acogió su solicitud de extensión a las regiones de Arica, Atacama, Aysén y Magallanes.

### 2020: Oposición al segundo gobierno de Sebastián Piñera y apoyo a la opción «Rechazo»
En sus primeros años el partido manifestó su defensa por la Constitución Política de 1980. En ese contexto, manifestó su rechazo a la firma del «Acuerdo por la Paz Social y la Nueva Constitución» (a raíz del llamado estallido social) del 15 de noviembre de 2019, que inició el proceso de elaboración de una nueva Carta Fundamental.
El 1 de marzo de 2020, en una carta dirigida al entonces presidente de la República Sebastián Piñera se declararon oficialmente en oposición a su segundo mandato. Según la colectividad, acusaron al gobierno de «haberse rendido frente a las ideas de izquierda que tanto daño le hacen al país», en las masivas protestas de octubre de 2019. Tras esta acusación, la colectividad hizo llegar una carta al poder ejecutivo, en donde hacen crítica de la gestión que ha tenido el gobierno durante el mandato del presidente Sebastián Piñera. De la misma manera, rechazaron el itinerario constitucional y afirmaron que se dedicarían a trabajar por el «Rechazo» a cambiar la Constitución del país. En el plebiscito constitucional de entrada de 2020, el Partido Republicano apoyó como partido la opción «Rechazo», la cual perdió contra la opción «Apruebo».

### 2021: Expansión nacional y elecciones
El 16 de abril de 2020 el partido se constituyó en la región de Los Lagos. El 14 de agosto de 2020, el partido logró constituirse oficialmente en las regiones del Biobío y de la Araucanía, en medio de los incidentes en la zona de ese año. El 9 de septiembre del mismo año, el partido se constituyó en la región Metropolitana de Santiago, anunciando que presentaría candidatos a las elecciones municipales de 2021.

#### Elecciones convencionales constituyentes, municipales y de gobernadores regionales
El 9 de septiembre de ese año, manifestaron su voluntad de competir en las elecciones municipales y posiblemente en la de gobernadores, en la Región Metropolitana de Santiago, tras completar las firmas para constituirse legalmente en la región. Esperaron competir en las comunas de Las Condes y Vitacura. Asimismo, compitieron en las demás regiones donde se encuentran constituidos.
El 18 de diciembre de 2020, el Partido Republicano comenzó a negociar con los partidos de Chile Vamos, luego de que el presidente Sebastián Piñera propusiera incluir a la colectividad de José Antonio Kast, en busca de expandir y unir los votos de la derecha en las próximas elecciones de gobernadores, de convencionales constituyentes y municipales. El 8 de enero del mismo año, los partidos de Chile Vamos ratificaron un acuerdo electoral con el Partido Republicano para la elección de convencionales constituyentes, disponiendo al Partido Republicano de trece candidatos en ocho distritos. Con esto, la derecha política tuvo lista única en la elección de constituyentes en 2021. El pacto no estuvo exento de polémicas y se ganó críticas a las pocas horas de haberse inscrito a los candidatos, generando crisis en la coalición de Chile Vamos debido a la candidatura de Teresa Marinovic, la cual terminó teniendo una exitosa elección.
El 31 de marzo de 2021, el partido fue inscrito y legalizado en la región de Tarapacá.

#### Elección presidencial, de consejeros regionales y parlamentarias

Logotipo de campaña de Kast.

El 14 de mayo de 2021, la tienda logró reunir todas las firmas necesarias para que su líder y fundador José Antonio Kast pueda ser candidato en la elección presidencial de 2021. A diferencia de la elección de convencionales constituyentes, el Partido Republicano no se sumó a Chile Vamos ni participó de una primaria electoral, tras los resultados del sector en las elecciones del 15 y 16 de mayo.
El lunes 19 de julio de 2021, después de las primarias presidenciales que realizaron Chile Vamos y Apruebo Dignidad respectivamente, José Antonio Kast anunció su candidatura presidencial «para derrotar al comunismo» y confirmó su participación en la próxima elección presidencial, que se celebrará en noviembre. El 6 de agosto del mismo año el Partido Republicano junto al Partido Conservador Cristiano e independientes inscribieron ante el Servel el pacto Frente Social Cristiano (FSC) para las elecciones parlamentarias de noviembre de 2021, mientras que en las elecciones de consejeros regionales fueron cada uno en una lista individual. En dichas elecciones parlamentarias del 21 de noviembre, el FSC, eligió a 15 representantes en la Cámara de Diputados y Diputadas y a Rojo Edwards, como senador por la Región Metropolitana.
En la primera vuelta de la elección presidencial, realizada el 21 de noviembre de 2021, Kast obtuvo el 27.91% de los votos, por lo que pasó a segunda vuelta junto a Gabriel Boric, candidato de la coalición Apruebo Dignidad quien recibió el 25.83% de las preferencias. En la segunda vuelta del 19 de diciembre de 2021, Kast quedó relegado al segundo lugar con el 44,13 % de los votos.

### 2022: Plebiscito constitucional de salida
En el plebiscito constitucional de salida de 2022, el Partido Republicano apoyó como partido la opción «Rechazo», la cual salió victoriosa contra la opción «Apruebo». A diferencia del plebiscito anterior esta vez hubo voto obligatorio y las restricciones de la pandemia de COVID-19 eran menores.

### 2023: Elección de consejeros constitucionales y plebiscito constitucional

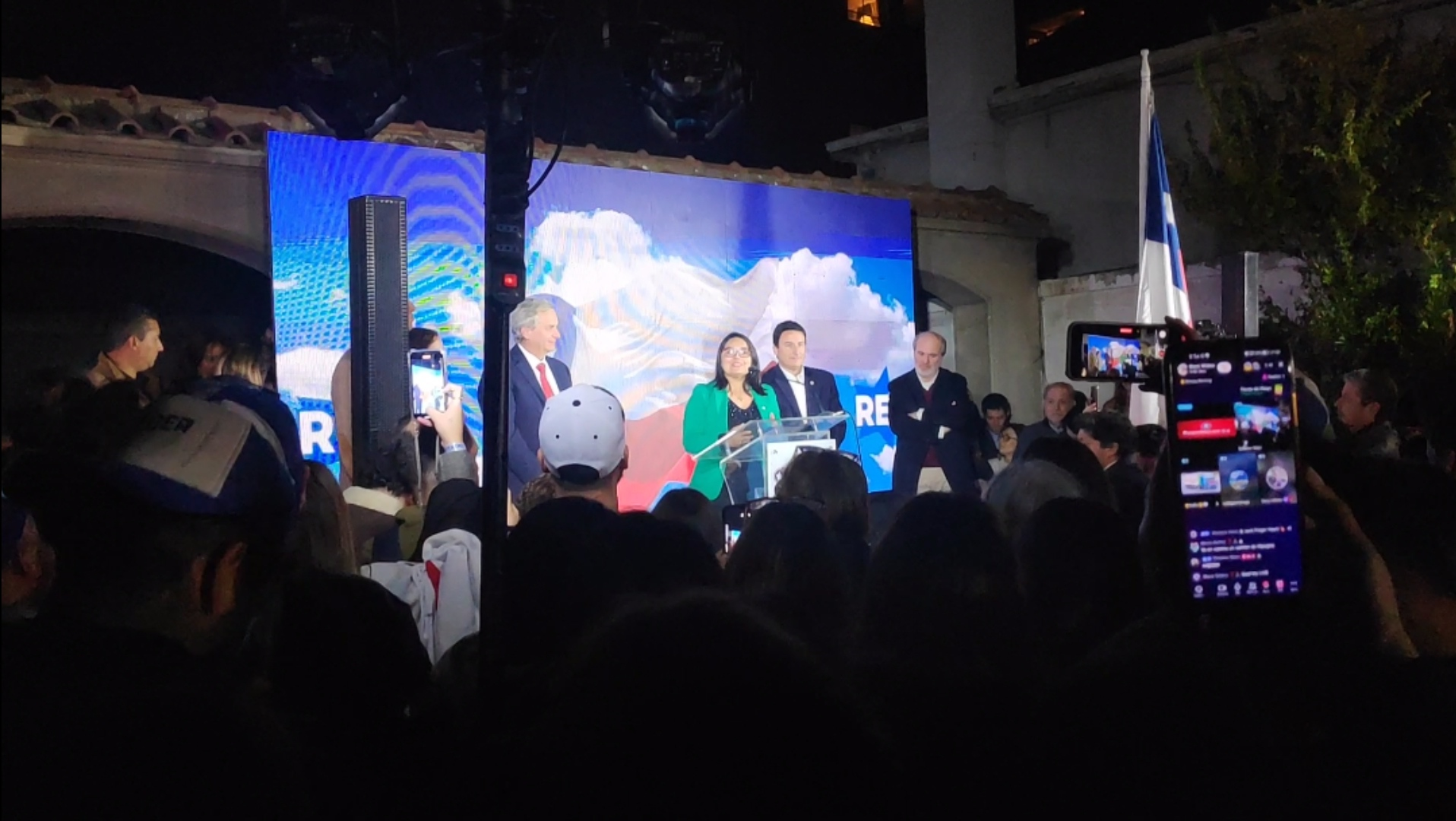
José Antonio en el comando del Partido Republicano tras su triunfo en mayo de 2023.

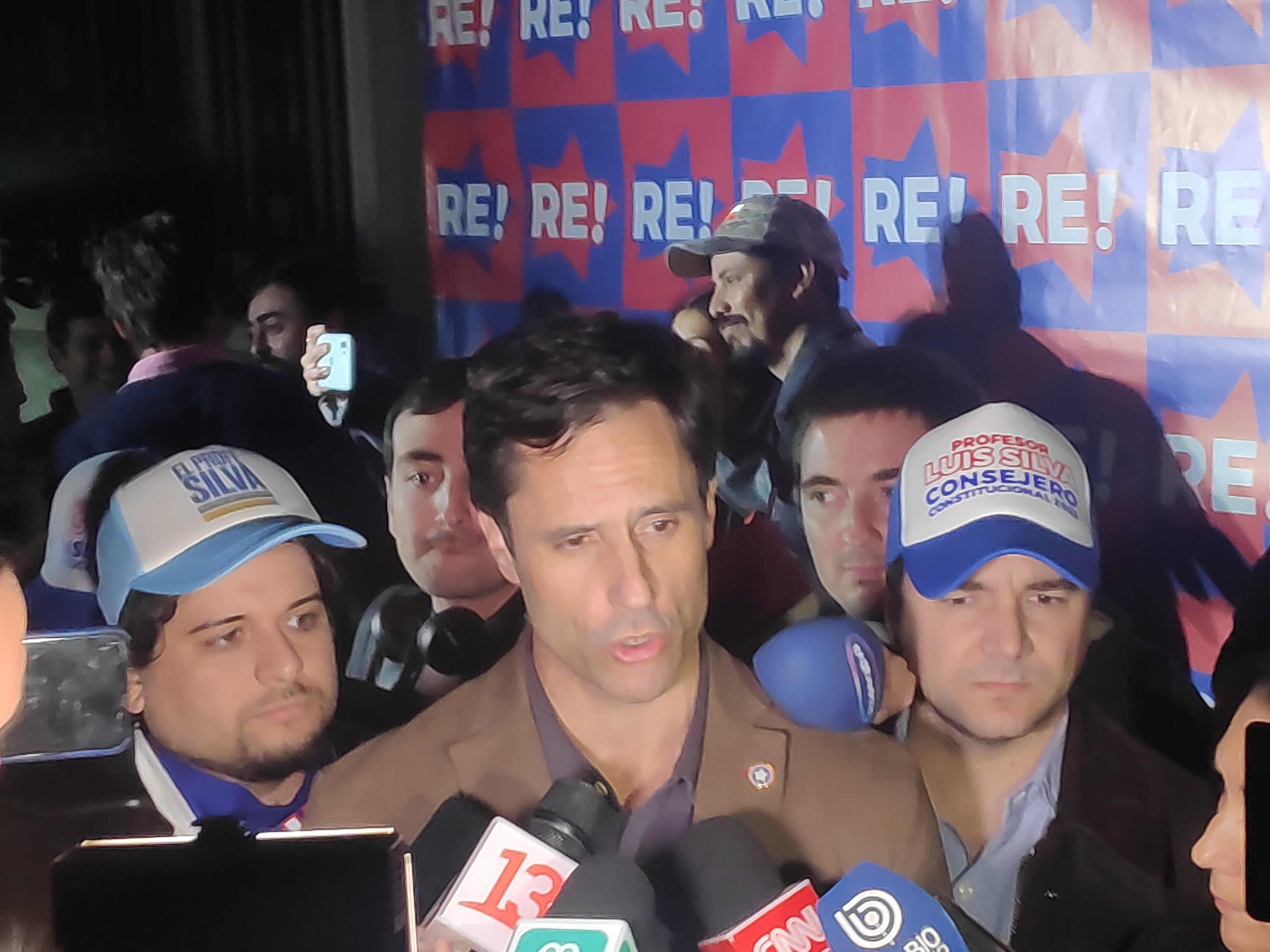
Luis Silva, candidato que obtuvo la mayoría nacional, junto a su jefe de campaña Felipe Ross y su asesor creativo Ives Arancibia.

Anteriormente a la elección, el partido se mostró en contra de la creación del Consejo Constitucional tras el triunfo del «Rechazo» en el plebiscito de salida anterior, sin embargo, la colectividad consideró importante el participar del proceso una vez que éste no pudo ser detenido ni tampoco existió otro plebiscito de entrada.
En la elección de consejeros constitucionales de mayo de 2023 el partido Republicano obtuvo la mayoría de los escaños con 23 de los 51 consejeros.
El profesor Luis Silva, uno de los candidatos de la región Metropolitana obtuvo la mayoría nacional.
En noviembre la directiva del partido acordó ir por la opción «A Favor» en el plebiscito constitucional de diciembre, siendo victoriosa la opción «En Contra». Luego de la derrota de dicha opción, José Antonio Kast reconoció el fracaso en la campaña. Tras la derrota, figuras de centroderecha criticaron supuesto «maximalismo» de la propuesta constitucional liderada por el partido.

### 2024-2025: Elecciones presidenciales, parlamentarias, municipales y regionales
En las elecciones municipales de 2024, el partido aumentó sus concejales y alcaldes, teniendo candidatos a gobernador que pasaron a segunda vuelta, pero no triunfaron. Anteriormente a la elección el partido tuvo tensiones con Chile Vamos por la posible competición de sus candidatos en los mismos lugares, logrando un pacto para las segundas vueltas en donde no hubo competencia.
En noviembre de 2024, el Partido Republicano confirmó a José Antonio Kast como su candidato a la primera vuelta de la elección presidencial de 2025.
En abril de 2025 el partido anunció un pre acuerdo de pacto parlamentario con los partidos Nacional Libertario y Social Cristiano para ir en una lista única denominada "Nueva Derecha".

## Ideología
El Partido Republicano ha sido considerado como un partido de extrema derecha, ultraconservador, populista, pinochetista, autoritario, nacionalista, nativista, neoliberal, neoconservador, antifeminista, anticomunista, antiinmigración y antiglobalista. Como bloque, se han mostrado negacionistas del cambio climático.
Según el politólogo experto en la ultraderecha Cristóbal Rovira, el Partido Republicano «no es de extrema derecha. Es un ejemplo de derecha populista radical» dentro del marco de la «ultraderecha». Además, lo clasifica en el mismo ámbito que su homónimo estadounidense.

### Principios programáticos
El partido político cuenta con un documento donde se declaran 18 estatutos que dan cuenta de sus autoproclamados principios. En el primero de ellos, manifiesta que son «defensores del derecho a la vida desde la concepción hasta la muerte natural», por lo tanto, «absolutamente contrarios al aborto en todas sus formas» y a la eutanasia y, además, en el segundo estatuto declara que creen en Dios, aunque no es confesional expresamente; y en una familia fundada en el matrimonio entre un hombre y una mujer, siendo contrarios al matrimonio entre personas del mismo sexo en todas sus formas, promoviendo así «el derecho de los niños de tener un padre y una madre». Asimismo, se posiciona «a favor la libertad de las personas, los cuerpos intermedios, el bien común y del concepto de Patria y la justicia social». Respecto al ámbito económico, el partido promueve, además, «una economía social de mercado; férrea defensa de la libre iniciativa privada en materia económica, defensa de las garantías constitucionales y, por último, defiende la propiedad privada ya que, constituye uno de los pilares de una sociedad auténticamente libre y responsable». Esta economía social de mercado, expresa, «debiera estar acompañada por un verdadero Estado subsidiario que siempre debe promover que cada persona se desarrolle de manera autónoma, pero no puede permanecer indiferente frente a quienes han quedado marginados del progreso».
La acción política, según su «declaración de principios», es la forma más efectiva de promover sus postulados; su estilo de hacer las cosas implica ser un partido de acción, protagonista en todos los espacios, a fin de promover una sociedad libre y responsable. En palabras de su fundador, el partido «fortalece un gran espacio dentro de la política que hasta hoy no podía desarrollar sus inquietudes e intereses sociales y políticos como partido». «No es una amenaza para Chile Vamos. Por el contrario, encuentra un lugar en la derecha que hasta hoy se encontraba sin representación».

#### Postura sobre la Convención Constitucional
El partido además defendió la opción del «Rechazo» ante cambiar la Constitución chilena en el plebiscito nacional de octubre de 2020 y el de 2022 en el cual la opción salió victoriosa. La colectividad defendió la carta magna argumentando que «es el instrumento que ha permitido convertir a Chile en el país más exitoso de Latinoamérica» y que una nueva constitución «redactada al alero de los abusos de la violencia callejera, por los mismos políticos que no han sabido defender a los chilenos en los últimos 20 años, no será más que una falsa promesa».

#### Postura sobre la inmigración e incidentes en La Araucanía
El Partido Republicano también se muestra contrario a la inmigración ilegal en Chile y adhiere al movimiento antiinmigración. Ante la crisis migratoria que ha afectado recientemente la zona de Colchane, el Partido Republicano propuso crear una zanja en las zonas fronterizas para impedir el acceso de inmigrantes al país, crear cordones migratorios y un campamento militar temporal en la zona. Estas medidas fueron criticadas por la UDI y el gobierno.
Además, Kast se ha manifestado a favor de declarar Estado de sitio y de una posible militarización en La Araucanía, para resolver los conflictos que envuelven a la zona. Durante las protestas de 2019, José Antonio Kast propuso similares medidas para poder frenar las manifestaciones violentas que estaban ocurriendo en el país.

#### Postura sobre el feminismo
Desde el partido han sido críticos con el movimiento feminista, adhiriendo así al antifeminismo. Durante una entrevista con CNN, el entonces candidato republicano a gobernador regional, Rojo Edwards, se refirió al movimiento y las movilizaciones feministas en Chile como cercanas al neomarxismo. Además, José Antonio Kast criticó a Isabel Plá, quien fue ministra de la Mujer y la Equidad de Género del segundo gobierno de Sebastián Piñera, por no tomar acciones contra la ley de aborto. La columnista Teresa Marinovic, afín al Partido Republicano en ese entonces y parte del equipo de campaña presidencial de Kast en 2021, ha realizado campaña contra el feminismo, calificándolo de «movimiento histérico feminista» y argumentando que «el feminismo es esencialmente violento», sin importar su vertiente u ola.

#### Postura sobre el medioambiente
En materia medioambiental, el programa de gobierno del candidato presidencial del Partido Republicano en 2021, José Antonio Kast, no incluía alusiones a la crisis climática. Su asesor, Julio Vergara, relativizó la crisis durante la campaña, y es conocido en la universidad donde trabaja por su postura negacionista del cambio climático antropogénico. Además, durante marzo de 2022 sus diputados José Carlos Meza y Gloria Naveillán se opusieron a la ratificación por parte del Congreso Nacional del Acuerdo de Escazú, acuerdo regional considerado como uno de los tratados internacionales ambientalistas más importantes de América Latina y el Caribe por sus adherentes.

#### Postura sobre el Consejo Constitucional

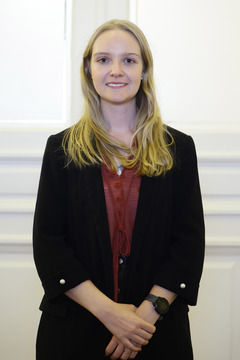
La republicana Beatriz Hevia presidió el Consejo Constitucional en 2023.

El Partido Republicano apoyó la labor de sus consejeros durante el funcionamiento del Consejo Constitucional y en ocasiones Kast no descartó a llamar a votar «En Contra» en caso de que las enmiendas republicanas no se vieran reflejadas en el texto final.
La directiva del Partido Republicano acuerda ir por la opción «A Favor», mientras que militantes del partido decidieron ir por la opción «En Contra», a pesar de no haber libertad de acción.
En diciembre de 2023 el expresidente del partido, Rojo Edwards, anunció su renuncia al partido, principalmente a raíz de su desacuerdo con la posición oficial del partido frente al plebiscito constitucional de 2023.
Posteriormente el partido sancionó al diputado Johannes Kaiser, apartándolo de las comisiones legislativas por haber anunciado su voto por la opción «En Contra», pero recalcando que no haría campaña por respeto al partido, lo cual cumplió. Este hecho motivó la renuncia del diputado a la colectividad.

## Controversias

### «Caso Johannes Kaiser»
Tras las elecciones parlamentarias de 2021, en donde el militante del partido Johannes Kaiser resultó electo diputado en representación de Santiago, salieron a luz diferentes declaraciones del pasado, incluido un extracto de un directo emitido en el 2018 en el que se refiere a las las agresiones sexuales perpetradas en Alemania en 2015 y 2016. En este extracto puso en duda el derecho a voto de las mujeres que votan por partidos pro inmigración de manera sarcástica, a modo de crítica a las personas que votan «contra de sus propios intereses». Además se viralizaron antiguos tuits descritos como «misóginos» de su cuenta personal. Ante esta situación, y tras las posteriores disculpas de Kaiser, José Antonio Kast indicó que dichas declaraciones no representaban el sentir del Partido Republicano, además de que el diputado electo pasaría al tribunal supremo del partido para responder por sus dichos y a fin de determinar su permanencia en la colectividad; ante dicha declaración, Kaiser presentó su renuncia indeclinable al partido. Pese a lo anterior, en la prensa se difundió que Kast había participado previamente en los vídeos de Kaiser, felicitándolo por sus «aciertos comunicacionales» en YouTube. El 9 de septiembre de 2022, Kaiser regresó a militar al partido, permaneciendo en él hasta el 9 de enero de 2024, fecha en que anunció su renuncia a la militancia del partido, debido a que el partido lo separó de las comisiones legislativas en las que participaba por haber explicitado que votaría «En Contra» de la propuesta constitucional defendida por la directiva del partido, pero sin hacer campaña por respeto al partido.

### «Caso Agustín Romero» y pagos municipales
En la misma elección parlamentaria, resultó electo como diputado por el distrito n.º 8 Agustín Romero, quien con anterioridad se desempeñó como director de la Dirección de Asesoría Jurídica de la Municipalidad de Santiago durante el periodo edilicio de Felipe Alessandri. Este fue acusado de haber adulterado los libros de asistencia para recibir pagos por trabajos en horas extraordinarias no realizadas. Ante esto, el municipio de Santiago se querelló contra Romero y dos exfuncionarios municipales más por fraude al fisco. Ante las interrogantes, Romero indicó que dichas acusaciones se trataban de «una infamia más del Partido Comunista». El líder del partido, José Antonio Kast, indicó conocer la excelente labor realizada, pero que este tendría que responder antes las autoridades competentes, a pesar de que tanto en los estatutos como en los principios del partido se desprecia la corrupción en los organismos públicos.

### Noticias falsas y discursos del odio
La estrategia discursiva y propagandística del Partido Republicano ha replicado otras iniciativas y estrategias de la ultraderecha a nivel mundial, como las de Donald Trump en Estados Unidos o Jair Bolsonaro en Brasil, empleando «discursos de odio», instalación de noticias falsas y campañas masivas de desinformación, a través de servicios de redes sociales y medios de comunicación como WhatsApp o Twitter.
Durante la elección presidencial de Chile de 2021, una de las estrategias realizadas por el comando del candidato del partido José Antonio Kast fue la instalación de noticias falsas, entre ellas se les acusó de difundir una ficha clínica falsa de Gabriel Boric, buscando instalar la falsa idea de que se encontraría incapacitado para ejercer cargos políticos por problemas de salud mental. Una vez terminada la elección, con derrota para Kast, el diputado electo por el Partido Republicano, Gonzalo de la Carrera, reconoció a los medios de comunicación que las imágenes falsas que compartía le llegaban desde el comando de Kast, quienes le pedían que estas fueran viralizadas. Al día siguiente, mediante un vídeo compartido en su cuenta de Twitter, De La Carrera anunció su renuncia al Partido Republicano, indicando luego que había sido el propio Kast quien le pidió la renuncia.

## Estructura

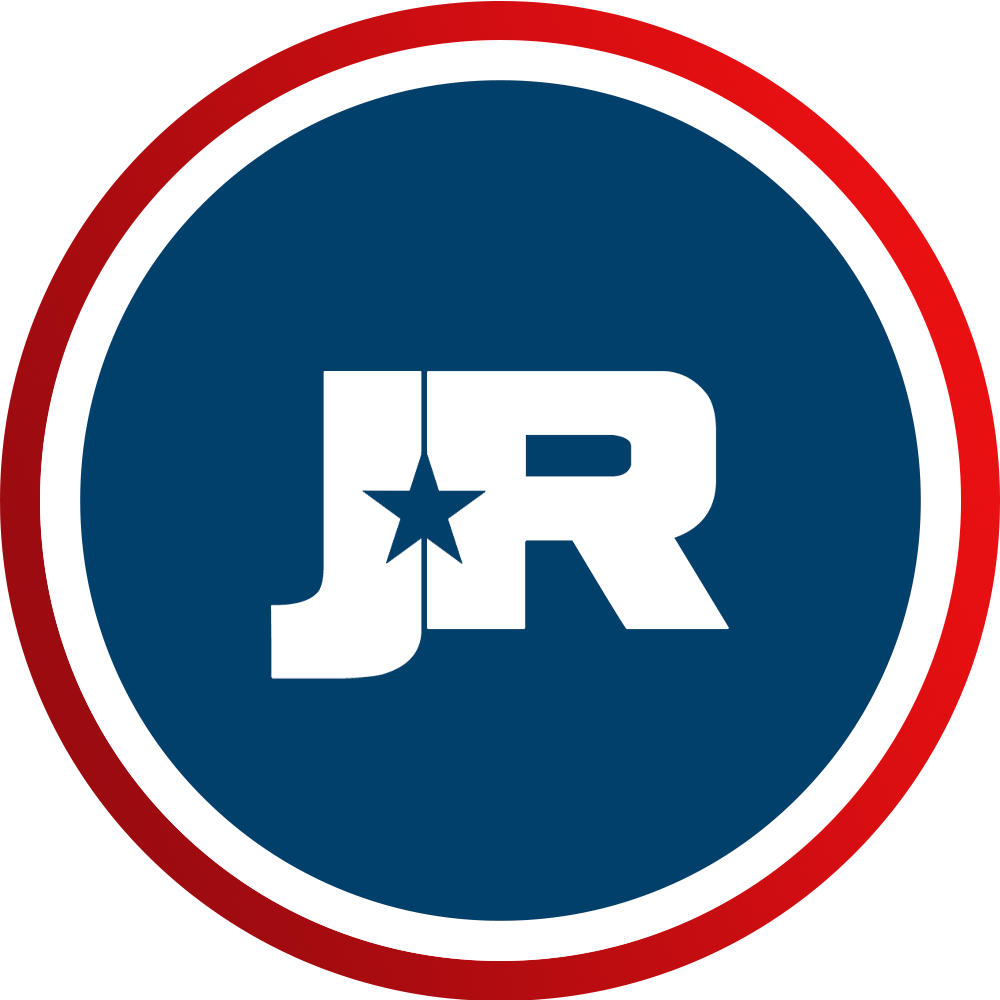
Logo de la Juventud Republicana.

### Mesa directiva
Los estatutos del partido establecen como sus órganos a la directiva nacional (órgano ejecutivo); el cabildo general (órgano colegiado intermedio); directivas y cabildos regionales (órgano ejecutivo e intermedio; colegiados regionales); la comisión política; el comité electoral; los cabildos locales y sus mesas coordinadoras; el Tribunal Supremo (TS) y los tribunales regionales. La directiva del partido es electa «en lista cerrada y en votación directa por todos los miembros del cabildo general». Dicho formato fue criticado por el expresidente de la colectividad Rojo Edwards, que la tildó de similar a la utilizada por el Partido Comunista de Chile.
La primera directiva desde la creación del partido en junio de 2019, estuvo compuesta por: José Antonio Kast, como presidente, Antonio Barchiesi, como secretario general; y Luis Sánchez Ossa, Catalina Ugarte Millán, Marcela Weber Jara, María Idilia Gatica, Susana Verdugo y Javier Leturia Mermod, como vicepresidentes.
Entre el 11 y 12 de julio de 2020 se realizaron las primeras elecciones del partido en las regiones de Coquimbo, O’Higgins, Maule, Ñuble y Los Lagos, eligiéndose los integrantes del cabildo general; las directivas regionales; y los cabildos regionales. Aunque las elecciones fueron convocadas para los días  4 y 5 del mes de julio, se postergaron en una semana. Las elecciones correspondientes a las regiones del Biobío y La Araucanía, se realizaron el 12 y 13 de septiembre de 2020. En febrero de 2023 la primera elección interna para elegir a la directiva nacional.

#### Presidentes
| Presidente             | Retrato | Inicio                  | Fin                     | Gobierno | Gobierno | Gobierno  |
| ---------------------- | ------- | ----------------------- | ----------------------- | -------- | -------- | --------- |
| José Antonio Kast Rist |         | 10 de junio de 2019     | 21 de noviembre de 2021 |          | ChV      | Piñera II |
| Rojo Edwards Silva     |         | 7 de enero de 2022      | 7 de septiembre de 2022 |          | AG       | Boric     |
| Ruth Hurtado Olave     |         | 8 de septiembre de 2022 | 4 de febrero de 2023    |          | AG       | Boric     |
| Arturo Squella Ovalle  |         | 4 de febrero de 2023    | En el cargo             |          | AG       | Boric     |

#### Secretarios generales
| Nombre             | Imagen | Inicio               | Fin                  |
| ------------------ | ------ | -------------------- | -------------------- |
| Antonio Barchiesi  |        | 10 de junio de 2019  | 7 de enero de 2022   |
| Arturo Squella     |        | 7 de enero de 2022   | 4 de febrero de 2023 |
| Ruth Hurtado Olave |        | 4 de febrero de 2023 | En el cargo          |

### Directiva actual
La directiva central actual del partido está compuesta por:
- Presidente: Arturo Squella
- Secretario general: Ruth Hurtado
- Prosecretaria: Macarena Bravo
- Tesorero: Claudio Osorio Romero

## Autoridades

### Diputados
El Partido Republicano tiene trece diputados en el periodo 2022-2026:
| Nombre                         | Región        | Distrito |
| ------------------------------ | ------------- | -------- |
| Renzo Trisotti Martínez        | Tarapacá      | 2        |
| Sofía Cid Versalovic           | Atacama       | 4        |
| Chiara Barchiesi Chávez        | Valparaíso    | 6        |
| Luis Sánchez Ossa              | Valparaíso    | 7        |
| Agustín Romero Leiva           | Metropolitana | 8        |
| José Carlos Meza Pereira       | Metropolitana | 9        |
| Cristián Araya Lerdo de Tejada | Metropolitana | 11       |
| Catalina del Real Mihovilovic  | Metropolitana | 11       |
| Álvaro Carter Fernández        | Metropolitana | 12       |
| Juan Irarrázaval Rossel        | Metropolitana | 14       |
| Benjamín Moreno Bascur         | Maule         | 17       |
| Stephan Schubert Rubio         | La Araucanía  | 23       |
| Harry Jürgensen Rundshagen     | Los Lagos     | 25       |

### Senadores
El partido cuenta con una senadora para periodo 2022-2026:
| Senador               | Circunscripción                             | Período   |
| --------------------- | ------------------------------------------- | --------- |
| Carmen Gloria Aravena | Circunscripción XI (Región de La Araucanía) | 2018-2026 |

### Alcaldes
El Partido Republicano tiene ocho alcaldes en el periodo 2024-2028:
| Alcalde                    | Comuna        | Región             |
| -------------------------- | ------------- | ------------------ |
| Alicia Villar Vargas       | Purranque     | Los Lagos          |
| Alejandro Cárdenas Quezada | Puqueldón     | Los Lagos          |
| Alex Castillo Blas         | General Lagos | Arica y Parinacota |
| César Mena Retamal         | Tiltil        | Metropolitana      |
| Eduardo Espinoza Gaete     | Macul         | Metropolitana      |
| Jairo del Pino Lema        | Pinto         | Ñuble              |
| José Miguel Muñoz Saez     | Mulchén       | Biobío             |
| Patricio Ojeda Alarcón     | Parral        | Maule              |

### Consejeros regionales 2024-2028
El consejero regional para el periodo 2024-2028 perteneciente al partido es:
| Nombre                                              | Región                               |
| --------------------------------------------------- | ------------------------------------ |
| Romina Cifuentes González Ignacio Gómez Gutiérrez   | Arica (Región de Arica y Parinacota) |
| Lorena Ramírez Palma Jorge Muñoz González           | Iquique (Región de Tarapacá)         |
| Yasna Meneses González Alejandro Cifuentes Mancilla | Antofagasta (Región de Antofagasta)  |
| Emilio Mavrakis Assad                               | El Loa (Región de Antofagasta)       |
| Miguel San Martín Salgado                           | Copiapó (Región de Atacama)          |
| Francisco Corral Macías Belén Auger Julien          | Elqui (Región de Coquimbo)           |
| Bernardo Chávez Araya                               | Limarí (Región de Coquimbo)          |
| Elsa Bueno Cortés Cristián Fuentes Duque            | Marga Marga (Región de Valparaíso)   |
| Cristián Pinilla Ibacache                           | Petorca (Región de Valparaíso)       |
| Felipe Córdoba Araya                                | Quillota (Región de Valparaíso)      |
| Mauricio López Castillo                             | San Antonio (Región de Valparaíso)   |
| Fernando Astorga Terraza                            | San Felipe (Región de Valparaíso)    |
| Javier Venegas Muñoz Catalina Thauby Krebs          | Valparaíso I (Región de Valparaíso)  |
| José Luis Miranda Muñoz Paulina Yáñez Gula          | Valparaíso II (Región de Valparaíso) |
| Carlos Telleria Gutiérrez                           | Chacabuco (Región Metropolitana)     |
| Edith Myriam Aedo Meza                              | Cordillera (Región Metropolitana)    |
| Víctor Valdés Landeros                              | Maipo (Región Metropolitana)         |
| Gabriela Gallardo Fuentes                           | Santiago I (Región Metropolitana)    |
| Sonja del Río Becker                                | Santiago II (Región Metropolitana)   |
| Alfredo Vergara Catalán                             | Santiago III (Región Metropolitana)  |
| Ignacio Dulger Castillo                             | Santiago IV (Región Metropolitana)   |
| Rodrigo Donoso Baeza Sergio Morales Méndez          | Santiago V (Región Metropolitana)    |
| Felipe Serey Guerra                                 | Santiago VI (Región Metropolitana)   |
| Jaime González Kazazian                             | Talagante (Región Metropolitana)     |
| Juan Carlos Mackay Jarpa Claudio Schmincke Martínez | Cachapoal I (Región de O'Higgins)    |
| Pedro Bustamante Donoso Manuel Morales Burgos       | Cachapoal II (Región de O'Higgins)   |
| Edgardo Vargas Bolbarán                             | Colchagua (Región de O'Higgins       |
| Francisco José Ruiz Muñoz                           | Cauquenes (Región del Maule)         |
| Dominique Schlack Silva                             | Curicó (Región del Maule)            |
| Rossana García Chevecich                            | Talca (Región del Maule)             |
| Maria Acuña Olivera Christopher Casanova González   | Diguillín (Región del Ñuble)         |
| Angelo Millamán López                               | Arauco (Región de Biobío)            |
| Maria Nuñez Ramírez                                 | Biobío (Región de Biobío)            |
| Luis Santibáñez Bastidas Christian Arellano Vera    | Concepción I (Región de Biobío)      |
| Claudio Lapostol Vargas Yasna Jaramillo Riquelme    | Concepción II (Región de Biobío)     |
| Américo Mondaca Daza                                | Concepción III (Región de Biobío)    |
| Víctor Yañez Arancibia                              | Cautín I (Región de La Araucanía)    |
| Marisol Wickel Navarrete                            | Cautín II (Región de La Araucanía)   |
| Nicolas Donze Cabezas                               | Malleco (Región de La Araucanía)     |
| Ane Contreras Álvarez                               | Ranco (Región de Los Ríos)           |
| Sergio Valenzuela Irigoyen                          | Valdivia (Región de Los Ríos)        |
| Luis Hernández Soto Yasna Vásquez Vidal             | Llanquihue (Región de Los Lagos)     |
| Augusto Eguiluz Loyola Eduardo Parada Silva         | Osorno (Región de Los Lagos)         |
| Robert Weissohn Heck                                | Magallanes (Región de Magallanes)    |

### Concejales (2024-2028)
| Región                            | Concejales |
| --------------------------------- | ---------- |
| Arica y Parinacota                | 3          |
| Tarapacá                          | 5          |
| Antofagasta                       | 3          |
| Atacama                           | 1          |
| Coquimbo                          | 5          |
| Valparaíso                        | 31         |
| Metropolitana de Santiago         | 71         |
| O'Higgins                         | 13         |
| Maule                             | 14         |
| Ñuble                             | 12         |
| Biobío                            | 26         |
| Araucanía                         | 15         |
| Los Ríos                          | 7          |
| Los Lagos                         | 18         |
| Aysén                             | 2          |
| Magallanes y la Antártica Chilena | 8          |
| Total nacional                    | 234        |

## Resultados electorales

### Elecciones municipales
|  | 0,93 % |

|  | 3,10 % |

|  | 4,18 % |

|  | 13,81 % |

### Elecciones de convencionales constituyentes
| Elección | Votos  | % de votos      | Escaños |
| -------- | ------ | --------------- | ------- |
| 2021     | 59 324 | \| \| 1,04 % \| | 0/155   |
|          | 1,04 % |                 |         |

### Elecciones parlamentarias
|  | 10,54 % |

|  | 7,22 % |

### Elecciones de consejeros regionales
|  | 7,67 % |

|  | 15,69 % |

### Elecciones de consejeros constitucionales
| Elección | Votos     | % de votos       | Escaños |
| -------- | --------- | ---------------- | ------- |
| 2023     | 3 470 855 | \| \| 35.41 % \| | 23/50   |
|          | 35.41 %   |                  |         |

### Elecciones de gobernadores regionales
|  | 13,83 % |

|  | 5,05 % |